# Gayophytum
Gayophytum, biljni rod iz porodice vrbolikovke kojemu pripada ukupno devet vrsta jednogodišnjeg raslinja sa zapada Sjeverne i Južne Amerike (dvije vrste u Čileu i Argentini). 

## Vrste
1. Gayophytum decipiens F.H.Lewis & Szweyk.
2. Gayophytum diffusum Torr. & A.Gray
3. Gayophytum eriospermum Coville
4. Gayophytum heterozygum F.H.Lewis & Szweyk.
5. Gayophytum humile Juss.
6. Gayophytum micranthum (C.Presl) Hook. & Arn.
7. Gayophytum oligospermum F.H.Lewis & Szweyk.
8. Gayophytum racemosum Nutt. ex Torr. & A.Gray
9. Gayophytum ramosissimum Torr. & A.Gray